# Viktor Kejru
Viktor Džonovič Kejru (in russo Виктор Джонович Кейру?; Rostov sul Don, 31 gennaio 1984) è un ex cestista russo.

## Carriera
Con la Russia ha disputato i Giochi olimpici di Pechino 2008.

## Palmarès
- Campionato russo: 2

CSKA Mosca: 2008-09, 2009-10
- Coppa di Russia: 1

CSKA Mosca: 2009-10
- FIBA Europe League: 1

UNICS Kazan': 2003-04
- VTB United League: 2

CSKA Mosca: 2008, 2009-10